# Гравитационен колапс
Гравитационен колапс в астрономията е активно свиване на звезда под въздействие на гравитацията. Това се случва, когато при термоядрения синтез не се отделя достатъчно енергия за да балансира гравитацията и да се запази хидростатичното равновесие и звездата започва да се свива към много плътно състояние.
Ако нарастващото вътрешно налягане спре гравитационния колапс, звездата се превръща в бяло джудже. Въпреки това, ако масата на звезда надхвърли границата на Чандрасекар, колапсът продължава до превръщането ѝ в неутронна звезда или в черна дупка.